# Тростянка (притока Кодри)
Тростянка — річка в Макарівському районі Київської області, права притока Кодри, (басейн Дніпра).

## Опис
Довжина річки приблизно 11 км. Формується з декількох безіменних струмків та водойм.

## Розташування
Бере початок на північно-західній стороні від села Забуяння в урочищі Тростянка. Тече на північний захід і в селищі Кодра впадає в річку Кодру, праву притоку Тетерева.